# 弗莱 (约讷省)
弗莱（法語：Fleys）是法国勃艮第-弗朗什-孔泰大区约讷省的一个市镇，位于该省中部偏东，属于阿瓦隆区。该市镇2009年时的人口为180人。

## 人口
弗莱人口变化图示
| 数据来源：INSEE |